# الكناية (المخادر)

تعديل مصدري - تعديل

الكناية هي إحدى قرى عزلة ذاري عثمان بمديرية المخادر التابعة لمحافظة إب، بلغ تعداد سكانها 590 نسمة حسب تعداد اليمن لعام 2024.
| تعديل فادي الجعمه